# Jessica Senra
Jessica Bouzas Senra de Souza, más conocida como Jessica Senra (Salvador, 12 de junio de 1983), es una periodista y presentadora de televisión brasileña. Es conocida por haber sido, entre 2018 y 2024, presentadora y editora ejecutiva de Bahia Meio Día, noticiero del mediodía líder de audiencia que es exhibido por TV Bahia, estación de televisión perteneciente a Rede Bahia y afiliada de TV Globo en la capital de dicho estado.

## Biografía
Nacida el 12 de julio de 1983 en Salvador, capital del estado de Bahía, Jessica comenzó sus estudios en el colegio Antônio Vieira, consiguiendo una bolsa parcial con apoyo de su abuela, que trabajaba en la institución. A los 13 años de edad, empezó a actuar como modelo. En 2000, utilizó su nota del Exame Nacional do Ensino Médio para ingresar en la Faculdade de Tecnología e Ciências, donde pasó a cursar periodismo.
En 2007, un año después de graduarse en periodismo, fue para un intercambio en Orlando, en los Estados Unidos, donde trabajó como recepcionista de un restaurante, mientras practicaba inglés. Seis meses después, fue para Barcelona, en España, donde vivió con su madre e hizo un mestrado en periodismo en la Universidad de Barcelona. Regresó para Salvador en 2010.
El 17 de septiembre de 2016, Jessica se casó con el empresario Cyro Freitas. El matrimonio se cerró el 24 de septiembre de 2018, y un mes después, Jessica comenzó a salir con el abogado Daniel Keller. El relacionamiento siguió hasta octubre de 2021, y casi un año después, el 4 de septiembre de 2022, Jessica anunció el inicio de la relación con el empresario Yuri Smarcevscki, propietario de los restaurantes Saveiro y Yacht Club da Bahia en la capital de Bahía.
En 2017, Jessica empezó a confeccionar joyas como un pasatiempo. Su actuación en el orfebre ganó destaque nacional durante su participación en el proyecto JN 50 el septiembre de 2019, cuando regaló a los presentadores de Jornal Nacional, William Bonner y Renata Vasconcellos, con joyas temáticas exclusivas por el aniversario de 50 años del noticiero.
El 6 de diciembre de 2019, la Universidad Federal de Bahía divulgó la lista de aprobados para el programa de posgraduación en Estudios Interdisciplinares sobre Mujeres, Género y Femenismo, en la cual constaba la aprobación de Jessica Senra. Ella fue la quinta colocada entre los aspirantes, habendo iniciado el mestrado el año siguiente. El septiembre de 2021, Jessica se inscribió en el Campeonato de Kárate de Bahía. Al final del torneo, el 30 de octubre, fue subcampeona.
El 11 de abril de 2024, Jessica recibió del Ayuntamiento de Salvador la Mención Maria Quitéria, que reconoce los servicios prestados por la periodista para la comunidad de Bahía. El honor fue concedido a la presentadora en una sesión solemne en el Plenario Cosme de Farias, con la presencia de su familia y de sus colegas de TV Bahia.

## Carrera
Jessica comenzó la actuación en el periodismo el 8 de febrero de 2003, cuando inició una pasantía en Rádio Metrópole en Salvador tras haber sido invitada a un test por el propietario de la emisora, Mário Kértesz. Empezó su trayectoria en la radio participando en los programas Jornal do Meio Dia y Jornal da Cidade 2ª Edição, ambos presentados por Mário. Después, asumió la titularidad de un boletín informativo de clasificados. Con cuatro meses en la emisora, idealizó y condujo el programa musical Punkada Rock, transmitido en las tardes de sábado.
La actuación de Jessica en Rádio Metrópole pasó a tener pausas en 2007, cuando fue vivir en el exterior. Al regresar, en 2010, dejó oficialmente la emisora y fue invitada para un test en Band Bahia, cuando fue contratada para conducir Jornal da Bahia, nuevo noticiero matinal de la emisora lanzado como parte del estándar nacional de Band para el periodismo local en el horario, además de actuar como reportera. En el mismo año, en octubre, Jessica dejó Band Bahia y regresó a Rádio Metrópole, como editora en jefe de Portal da Metrópole, sitio de noticias de la emisora.
El mayo de 2011, Jessica dejó Rádio Metrópole y fue contratada por TV Record Bahia, trabajando como reportera, pero cubriendo las vacaciones de la conductora Carolina Lina en Bahia Record. En septiembre, después de Daniela Prata salir de la emisora, asumió oficialmente Bahia no Ar. El 13 de diciembre de 2012, fue premiada por la Asociación del Mercado Publicitario del Estado de Bahía como la mejor profesional de prensa del año.
El 28 de abril de 2014, conducido por Senra, Bahia no Ar llegó por primera vez al liderazgo de audiencia en la medición del Instituto Brasileño de Opinión Pública y Estadística, en la competencia con Bom Dia Brasil y con Mais Você, ambos de TV Globo. El 29 de junio, Jessica entró en la rotación fija de conductores de la edición de sábado del noticiero nacional Fala Brasil, de Record. Entre los años de 2015 y 2017, compitiendo con programas nacionales en su horario, Bahia no Ar logró consolidarse en el liderazgo de audiencia.
El 12 de marzo de 2018, Senra dejó RecordTV Itapoan y firmó contrato con TV Bahia, afiliada de TV Globo. Su contratación hizo parte del comienzo de una reformulación en el periodismo de la emisora, con el objetivo de aumentar la audiencia y reposicionar el formato de Bahia Meio Dia, que sería presentado por ella. El debut en la conducción del noticiero fue oficialmente anunciado por ella el 20 de abril.
Jessica debutó en el noticiero vespertino de TV Bahia el 7 de mayo de 2018, cuando varios cambios en el formato también fueron iniciados. En la semana de estreno, las novedades llevaron Bahia Meio Dia a crecer 25% en la audiencia y llegar al liderazgo aislado, venciendo Balanço Geral BA, programa conducido por José Eduardo en RecordTV Itapoan, por una distancia de tres puntos. El 1 de julio de 2019, Jessica debutó como presentadora eventual de BATV, noticiero de mayor audiencia del estado. El 24 de julio, Rede Globo anunció, en correo electrónico enviado a todas las emisoras de la red, que Senra había sido la periodista sorteada para representar TV Bahia en la rotación de conductores de todos los estados en las conmemoraciones por los 50 años de Jornal Nacional.
Senra presentó Jornal Nacional por primera vez el 7 de septiembre de 2019, junto al periodista Ayres Rocha, de Rede Amazônica Rio Branco, generando gran repercusión en la internet. Jessica fue aún la primera periodista de Bahía a conducir el noticiero. El 5 de diciembre, fue la única periodista de una filial de Globo en ser contratada como parte de la rotación fija del programa, junto a Márcio Bonfim, de TV Globo Nordeste, y Aline Aguiar, de TV Globo Minas. El 8 de febrero de 2020, volvió a presentar Jornal Nacional, junto a Heraldo Pereira. Jessica volvería a la bancada del noticiero el 27 de junio, pero la participación no ocurrió debido a la pandemia de COVID-19, que llevó Globo a suspender la rotación.
El 7 de enero de 2020, Senra fue blanco de repercusiones en la prensa nacional tras criticar en vivo, durante Bahia Meio Dia, la posibilidad de contratación del exarquero Bruno, condenado por la muerte de Eliza Samúdio, por Fluminense de Feira. El comentario hizo con que el club desistiera de contratar al criminal en el mismo día. Después del caso, el director de periodismo de TV Globo, Ali Kamel, confirmó que tanto Jessica como otros presentadores de noticias de Globo y sus afiliadas tienen derecho a expresar opiniones durante los noticieros.
El junio de 2021, Jessica se alejó de TV Bahia debido a la recomendación médica tras un principio del Síndrome de Burnout. A pesar de su regreso haber sido inicialmente anunciado para 28 de junio, ella siguió alejada hasta 16 de agosto, cuando regresó a la conducción de Bahia Meio Dia. Un mes después, el 2 de septiembre, se vio envuelta en una polémica con el competidor RecordTV Itapoan, tras la reportera Camila Oliveira ser interrumpida durante una entrevista con la delegada Simone Moutinho por el reportero Marcelo Castro, que estaba en vivo en Balanço Geral BA y invadió el enlace de TV Bahia a los gritos. En el aire, Jessica afirmó: "necesitamos de respeto para conseguir trabajar".
El 27 de septiembre de 2023, Senra debutó como columnista del portal iBahia, que integra Rede Bahia. El primer texto publicado en la columna, que fue bautizada de O Olhar Dela, tuvo como tema el síndrome del impostor. Un día después, en un evento, TV Bahia anunció que Jessica sería la conductora del talk show Diga Aí, exhibido después de Fantástico. El programa tiene auditorio y estrenó el 26 de noviembre.
El 4 de diciembre de 2024, TV Bahia y Rede Bahia anunciaron la salida de Jessica Senra de Bahia Meio Dia después de seis años. De acuerdo con el comunicado, la periodista mantendrá la asociación con la emisora, pero sin actuar en el periodismo diario. En la edición del mismo día del noticiero, Jessica afirmó que la decisión fue "muy madura" y "tomada en conjunto con Rede Bahia". La conductora siguió en la presentación del noticiero hasta 20 de diciembre, cuando se despidió emocionada y fue homenajeada en vivo por el equipo del canal 11.

## Premios y nominaciones
| Año  | Premiación                | Categoría                  | Resultado | Ref.   |
| 2012 | Prêmio ABMP               | Profesional de Prensa      | Ganadora  | [ 24 ] |
| 2020 | Melhores do Ano NaTelinha | Mejor Presentador(a) Local | Ganadora  | [ 52 ] |
| 2023 | Melhores do Ano NaTelinha | Mejor Presentador(a) Local | Nominada  | [ 53 ] |